# Excellent Cadavers
Ne doit pas être confondu avec Cadavres exquis.
Excellent Cadavers (Cadavres Exquis) est un livre de non-fiction de 1995 de l'auteur américain Alexander Stille sur la mafia sicilienne, se concentrant sur la lutte du magistrat Giovanni Falcone contre la mafia et son assassinat en 1992.

## Titre du livre
Le nom du livre vient de l'expression « Excellent Cadavers », « cadaveri eccellenti »  ou « cadavres exquis », utilisée en Italie pour désigner les victimes de haut rang de la mafia, telles que les hommes politiques, les juges et les chefs de la police (par opposition aux victimes moins célèbres des affaires quotidiennes de la mafia).
Un film de fiction intitulé Cadaveri Eccellenti ( Cadavres exquis en français) a été réalisé en Italie en 1975, par Francesco Rosi à partir du livre Le Contexte (Il contesto) de Leonardo Sciascia, publié en 1971. Il met en vedette Lino Ventura dans le rôle de l'inspecteur Amerigo Rogas.

## Adaptations et œuvres connexes
Le livre de Stille, Excellent Cadavers, publié en 1995, a été adapté en téléfilm en 1999, avec Chazz Palminteri dans le rôle de Giovanni Falcone et F. Murray Abraham dans le rôle de l'informateur Tommaso Buscetta.
En 2005, un documentaire du même nom est sorti aux États-Unis, réalisé par Marco Turco. Produit en Italie, où l'œuvre est connue sous le titre In un altro paese, le documentaire s'appuie sur le livre de Stille et l'actualise dans une certaine mesure. Stille, l'un des scénaristes, sert de narrateur et de guide sur les scènes de crimes et explique leurs causes et leurs conséquences. Letizia Battaglia, photojournaliste et militante anti-mafia, joue le rôle d'une survivante et d'un témoin passionné.